# Parc national des Kenai Fjords
Pour les articles homonymes, voir Kenai.
Le parc national des Kenai Fjords (Kenai Fjords National Park) est un parc national américain situé dans le Sud de l'État de l'Alaska, sur la péninsule de Kenai. Il comprend quelque 40 glaciers, 23 espèces de mammifères marins, 20 espèces d’oiseaux marins. Sur 2833 km², il offre de somptueux paysages de baies, de fjords et d'îlots rocheux où l'on peut observer des pingouins, des macareux, des cormorans, des phoques, des otaries de Steller, des baleines grises et à bosse, des orques, des marsouins de Dall et des loutres de mer.
C'est l'un des trois parcs nationaux d'Alaska qui soit accessible par la route, via le glacier Exit,.

## Description
Le parc est un parc avant tout marin, dont la ville de Seward est la porte d'accès. L'accès se fait en bateau, qui permet de découvrir les animaux marins, les baies et les glaciers. En effet ces derniers se jettent presque tous dans la mer, descendant des montagnes jusqu'au fond des fjords. La moitié du parc est constitué de glaciers. Le parc ne compte pas moins de 38 glaciers, et seul le glacier Exit est accessible par la route. Le plus grand glacier est Bear Glacier, qui est très impressionnant à voir, mais qui fond malheureusement rapidement en raison du changement climatique. Il abrite également le champ de glace Harding. Le parc est bordé à l’ouest par le Kenai National Wildlife Refuge et au sud par le parc d’État de Kachemak Bay.

## Faune
Les grandes espèces de mammifères terrestres dans le parc comprennent le loup des bois, le porc-épic, le lynx, l'ours brun, l'ours noir, l'élan et la chèvre de montagne. Les plus petits mammifères incluent le coyote, le castor et la loutre de rivière. Les mammifères marins comprennent la loutre de mer, le phoque commun et l'otarie de Steller. Les cétacés vus dans les eaux du parc comprennent l'orque, le rorqual commun, la baleine à bosse, le petit rorqual, le marsouin de Dall et le dauphin à flancs blancs du Pacifique
. 
Les oiseaux qui nichent dans ce parc comprennent le pygargue à tête blanche, le faucon pèlerin, la pie à bec noir et le geai de Steller. Les oiseaux marins incluent le macareux à cornes, le pingouin commun et le Guillemot de Brünnich.

## Exxon Valdez
L'échouement du pétrolier Exxon Valdez dans le détroit de Prince William le 24 mars 1989 a provoqué une contamination importante du littoral des fjords de Kenai.

## Galerie

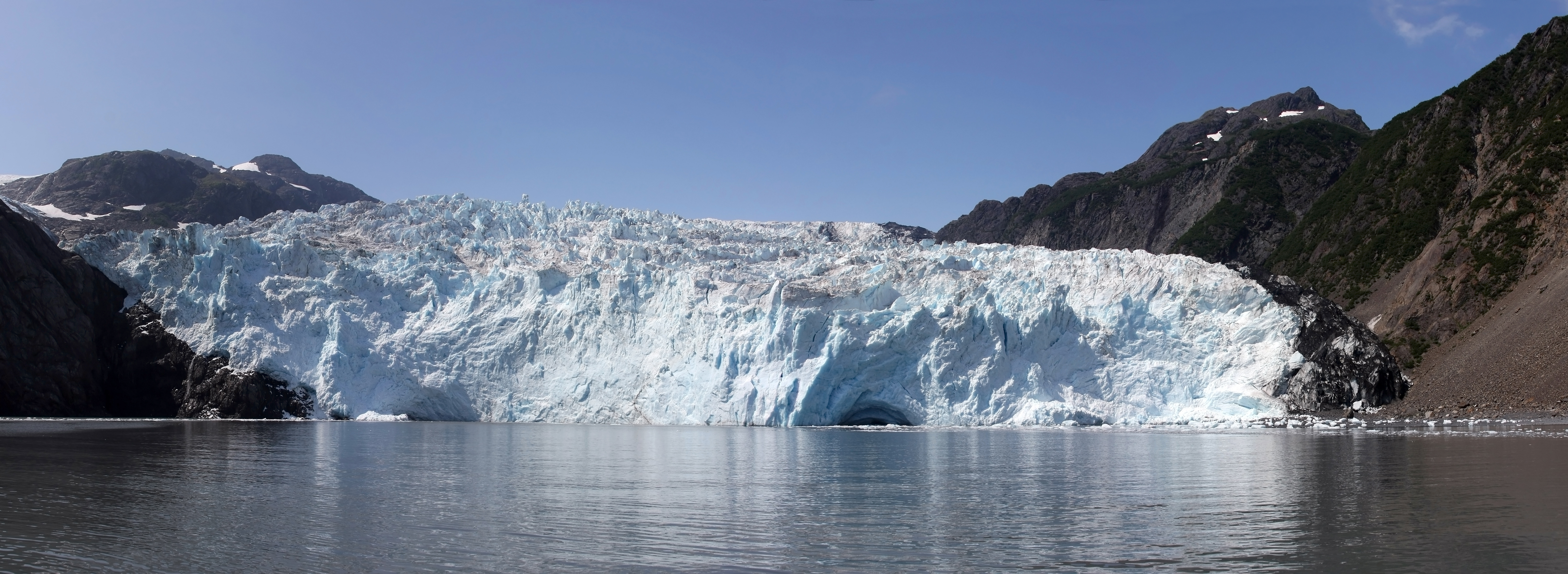
Aialik Glacier
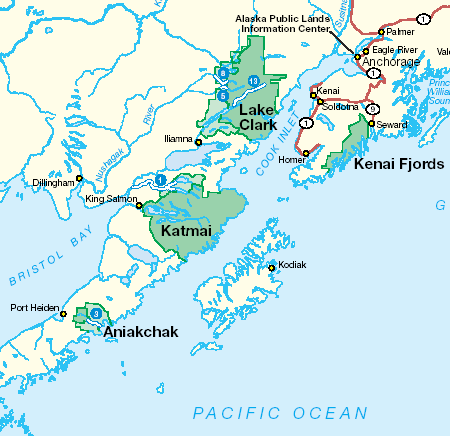
Plan du parc et des environs
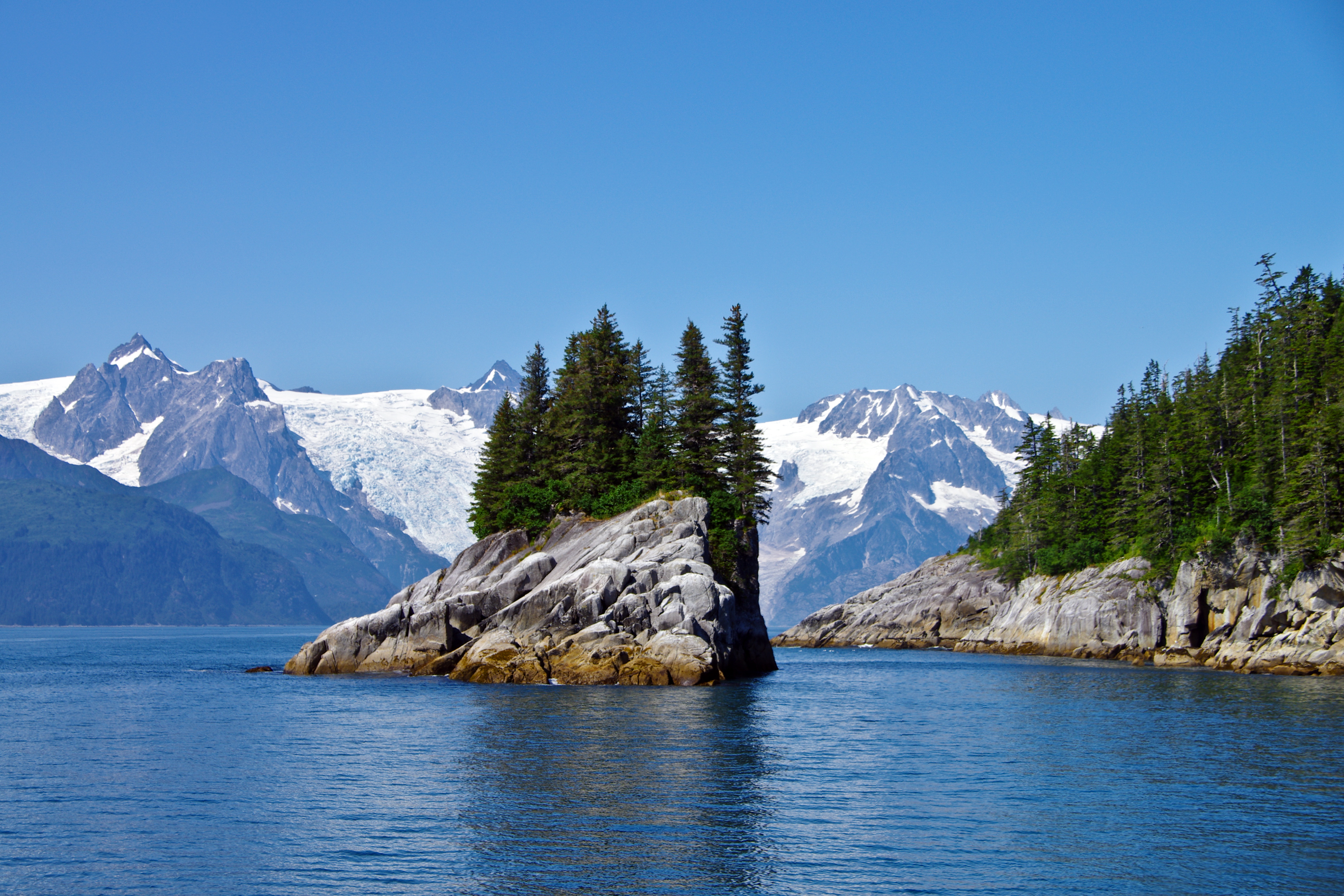
Fjord
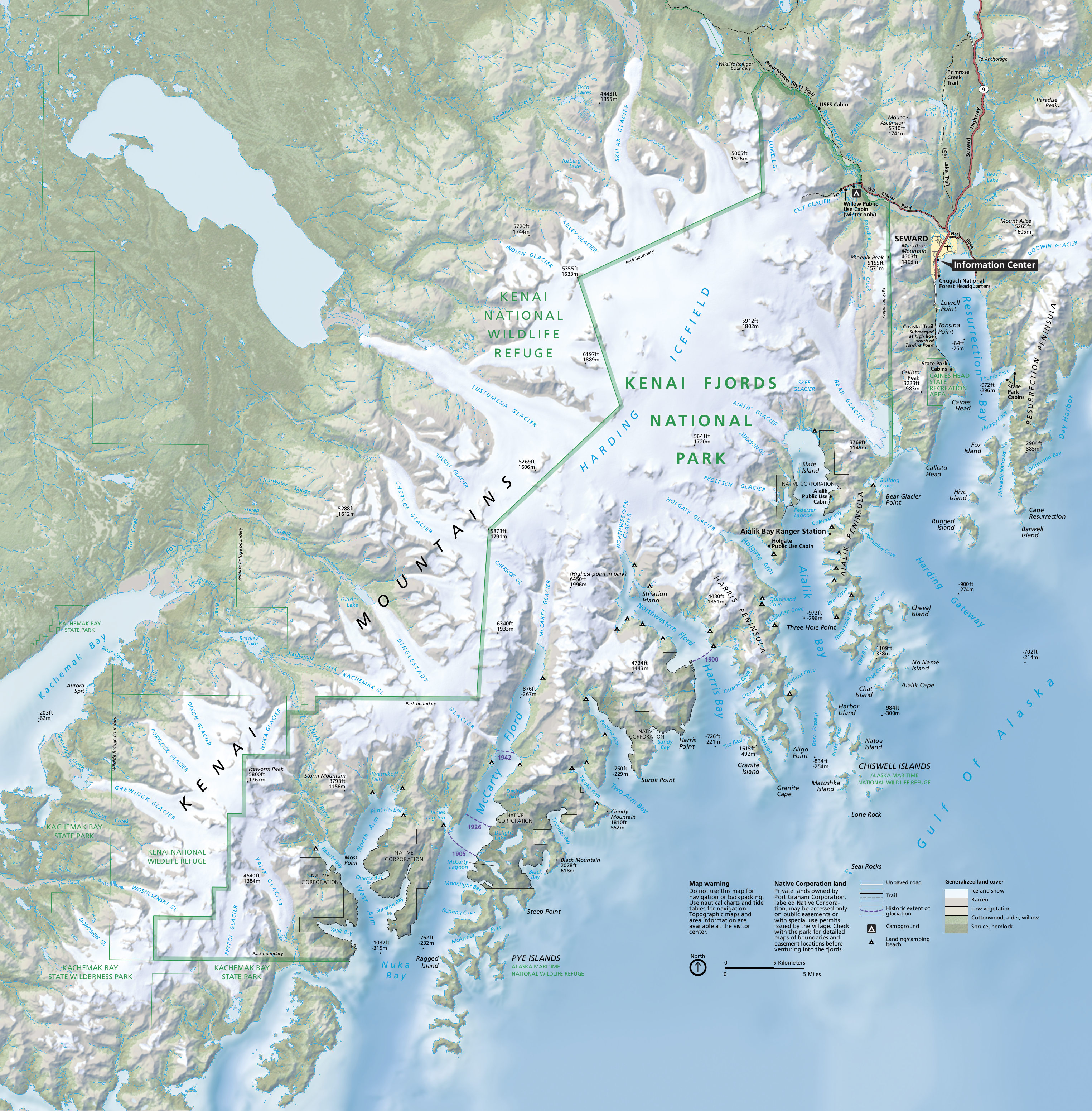
Carte du parc
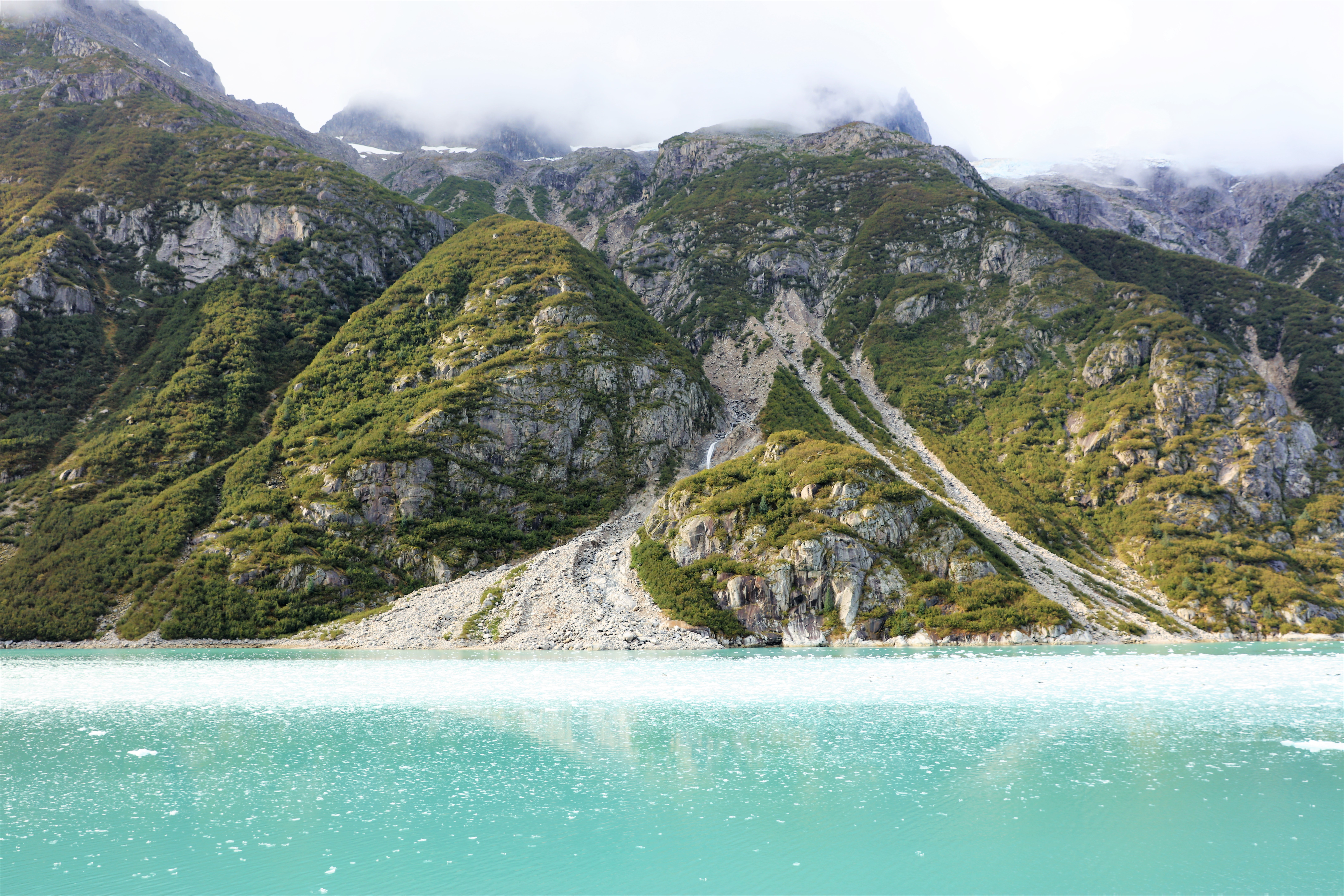
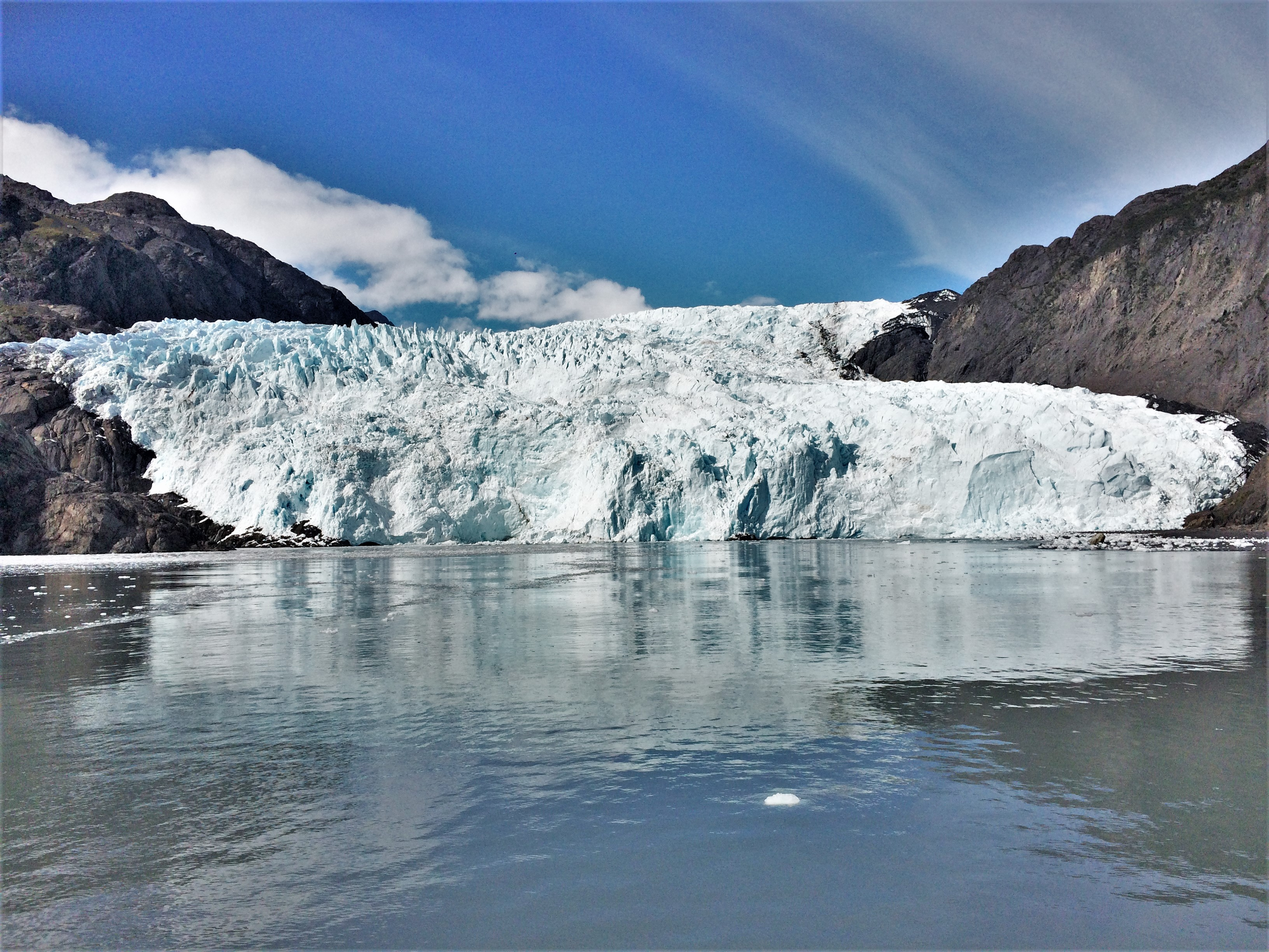
Front du glacier Holgate.